# بوکه بارانه
بوکه بارانه (به فارسی: عروس باران) نوعی مراسم تمنا و درخواست برای باریدن باران است که در مواقع خشکسالی در کردستان برگزار می‌شده و هنوز هم در برخی شهرهای کردنشین برگزار می‌شود. در این آیین بسیار قدیمی، بر تن چوب بلندی لباس‌های زنانه می‌پوشانند یا، درصورت امکان، از عروسکی دارای لباسی محلی استفاده می‌کنند، و دختران جوان، درحالی‌که آن را دوره می‌کنند، از آن خواهش می‌کنند بارش باران برای مردمان سرزمینشان آغاز شود.
بسیاری از مردم‌شناسان و مورخان، این عروسک چوبی و این آیین کهن کُردی را نمادی از آناهیتا (ایزدبانوی آب‌ها) می‌دانند، و محققان قدمت این مراسم را به زمان زرتشت نسبت داده‌اند. هر سال این مراسم در مناطق و شهرهای مختلف کردستان، ازجمله هورامان، سنندج و بوکان، برگزار می‌شود.